# 1986 Голяма награда на Австрия
1986 Голяма награда на Австрия е 18-о състезание за Голямата награда на Австрия и дванадесети кръг от сезон 1986 във Формула 1, провежда се на 17 август 1986 година на пистата Йостерайхринг близо до Шпийлберг, Австрия.
Преди началото на уикенда в Йостерайхринг Найджъл Менсъл води в класирането при пилотите пред Аертон Сена, Нелсън Пикет и Ален Прост. При конструкторите Уилямс води с 39 точки пред Макларън и Лотус с още 13 зад лидера.
В квалификацията голяма изненада поднася отборът на Бенетон, като Тео Фаби стартира от пол-позиция пред своя съотборник Герхард Бергер. Кеке Розберг и Рикардо Патрезе са на втора редица. Патрезе всъщност стартира с болида на своя съотборник Дерек Уорик, който не стартира. Прост и Менсъл са на трета редица, Пикет и Сена на четвърта.
На старта двата зелени Бенетона правят добър старт, като Бергер води пред Фаби. Прост успява да мине напред с две позиции, следван от двата Уилямс-а, Розберг, Сена и двата Лижие-а на Рене Арну и Филип Алио. Двата Бенетон-а започват да се откъсват от своите преследвачи в края на 1-вата обиколка. Повреда в двигателя на неговия Брабам пречи на Патрезе да продължи по-нататък. Сена спира по-рано от очакваното за смяна на гуми в 9-ата обиколка. Съотборникът му Джони Дъмфрийс отпада с повреда по двигателя, като това става по време на втория му пит-стоп. Сена също трябва да преостанови своето участие в 15-ата обиколка. В 12-ата обиколка Мартин Брандъл също отпада от състезанието с развалено турбо. Алесандро Нанини с новото си Минарди се завърта, след като задното ляво окачване се поврежда. Фаби започва да притиска съотборника си за водачеството, като го изпреварва по време на 16-ата обиколка, преди неговият БМВ двигател да се повреди и с това той отпада от състезанието. Това прави Ален Прост и Найджъл Менсъл втори и трети. Стефан Йохансон и Кеке Розберг спират в бокса съответно на 23-та и 24-та обиколка. Бергер спира обиколка по-късно, но неговият пит-стоп е по-дълъг, тъй като механиците трябва да оправят електричеството на Бенетона. Менсъл вече води в състезанието, докато Тиери Бутсен отпада с още една повреда по турбото на неговия Ероуз-БМВ. Британецът спира в 28-а обиколка за смяна на гуми, пращайки Прост на първа позиция. Катастрофа на Уилямс сполетява Пикет и Менсъл, като единият получава проблем с двигателя, а другият е с повреда на полувала. След проблемите на Бергер, австриецът се връща на трасето макар и с 3 обиколки изоставане. Класирането е Прост, Розберг, Микеле Алборето, Алън Джоунс, Йохансон, Патрик Тамбей. Кеке има проблеми с електрото на 48-ата обиколка и трябва да спре, давайки 2-рата позиция на Алборето, с което прави Джоунс трети, преди Йохансон да го изпревари. Това е 24-та победа на Ален Прост, като той е единственият пилот преодолял цялата дистанция. Кристиан Данер, който стартира 22-ри финишира 6-и, за да вземе последната точка.

## Класиране
| Поз | No | Пилот             | Конструктор            | Оби. | Време/Отпадане | Място | Точки |
| --- | -- | ----------------- | ---------------------- | ---- | -------------- | ----- | ----- |
| 1   | 1  | Ален Прост        | Макларън-ТАГ-Порше     | 52   | 1:21:22.531    | 5     | 9     |
| 2   | 27 | Микеле Алборето   | Ферари                 | 51   | + 1 Об.        | 9     | 6     |
| 3   | 28 | Стефан Йохансон   | Ферари                 | 50   | +2 Об.         | 14    | 4     |
| 4   | 15 | Алън Джоунс       | Лола-Форд              | 50   | +2 Об.         | 16    | 3     |
| 5   | 16 | Патрик Тамбе      | Лола-Форд              | 50   | +2 Об.         | 13    | 2     |
| 6   | 17 | Кристиан Данер    | Ероуз-БМВ              | 49   | +3 Об.         | 22    | 1     |
| 7   | 20 | Герхард Бергер    | Бенетон-БМВ            | 49   | +3 Об.         | 2     |       |
| 8   | 29 | Хуб Ротенгатер    | Закспийд               | 48   | +4 Об.         | 24    |       |
| 9   | 2  | Кеке Розберг      | Макларън-ТАГ-Порше     | 47   | Електро        | 3     |       |
| 10  | 25 | Рене Арну         | Лижие-Форд             | 47   | +5 Об.         | 12    |       |
| 11  | 21 | Пиеркарло Гинзани | Осела-Алфа Ромео       | 46   | +6 Об.         | 25    |       |
| Отп | 5  | Найджъл Менсъл    | Уилямс-Хонда           | 32   | Полуоска       | 6     |       |
| Отп | 6  | Нелсон Пикет      | Уилямс-Хонда           | 29   | Двигател       | 7     |       |
| Отп | 18 | Тиери Бутсен      | Ероуз-БМВ              | 25   | Турбо          | 18    |       |
| Отп | 19 | Тео Фаби          | Бенетон-БМВ            | 17   | Двигател       | 1     |       |
| Отп | 26 | Филип Алио        | Лижие-Рено             | 16   | Двигател       | 11    |       |
| Отп | 24 | Алесандро Нанини  | Минарди-Мотори Модерни | 13   | Окачване       | 19    |       |
| Отп | 23 | Андреа де Чезарис | Минарди-Мотори Модерни | 13   | Съединител     | 23    |       |
| Отп | 12 | Айртон Сена       | Лотус-Рено             | 13   | Двигател       | 8     |       |
| Отп | 3  | Мартин Брандъл    | Тирел-Рено             | 12   | Турбо          | 17    |       |
| Отп | 4  | Филип Стрейф      | Тирел-Рено             | 10   | Двигател       | 20    |       |
| Отп | 11 | Джони Дъмфрийс    | Лотус-Рено             | 9    | Двигател       | 15    |       |
| Отп | 14 | Джонатан Палмър   | Закспийд               | 8    | Двигател       | 21    |       |
| Отп | 22 | Ален Берг         | Осела-Алфа Ромео       | 6    | Електро        | 26    |       |
| Отп | 7  | Рикардо Патрезе   | Брабам-БМВ             | 2    | Двигател       | 4     |       |
| НСт | 8  | Дерек Уорик       | Брабам-БМВ             | 0    | Не стартира    | 10    |       |

## Класиране след състезанието
| Поз | Пилот          | Точки |
| --- | -------------- | ----- |
| 1   | Найджъл Менсъл | 55    |
| 2   | Ален Прост     | 53    |
| 3   | Айртон Сена    | 48    |
| 4   | Нелсън Пикет   | 47    |
| 5   | Кеке Розберг   | 19    |

| Поз | Конструктор        | Точки |
| --- | ------------------ | ----- |
| 1   | Уилямс-Хонда       | 102   |
| 2   | Макларън-ТАГ-Порше | 72    |
| 3   | Лотус-Рено         | 50    |
| 4   | Лижие-Рено         | 28    |
| 5   | Ферари             | 26    |